# Антан Гонсалвіш
Антáн Гонсáлвіш (порт. Antão Gonçalves) — португальський дослідник XV століття, який був першим європейцем, який захопив африканських рабів у регіоні Ріо-де-Оро.

## Біографія
У 1441 році португальський принц Енріке Мореплавець відправив Гонсалвіша досліджувати західноафриканське узбережжя в експедиції на чолі з Нуну Тріштаном. Оскільки Гонсалвіш був значно молодшим за Тріштана, його обов'язком було не стільки дослідження узбережжя Західної Африки, скільки полювання на середземноморських тюленів-монахів, що населяли це узбережжя. Після того, як він наповнив своє невелике судно тюленячими шкурами, Гонсалвіш за власною ініціативою вирішив захопити декілька африканців, щоб привезти їх в якості рабів до Португалії. З дев'ятьма членами своєї команди Гонсалвіш захопив декількох берберів та чорношкіру жінку, яка працювали служницею у берберів.
Коли Нуну Тріштан прибув на те саме місце, обидва екіпажі об'єдналися для здійснення ще одного рейду по захопленню рабів, під час якої вони захопили 10 берберських бранців, одного з них — вождя на ім'я Адаху. Згідно з хронікою Гоміша Іаніша де Зурара, ці люди говорили на "сахарському азенегу". Араб, який був в експедиції Тріштана був відправлений вглиб країни, щоб розповісти місцевому населенню про переговори про викуп за полонених, а також про можливі справи, які вони хотіли б зробити. Назустріч експедиції до узбережжя вирушило близько 150 чоловік піших, а також 35 на конях і верблюдах. Усі, крім трьох, ховалися, намагаючись влаштувати засідку на португальців. Через ці підступні дії експедиція швидко повернулася до кораблів. Потім тубільці з'явилися на пляжі, демонструючи поневоленого араба, якого надіслали португальці. Після цього Тріштан продовжив дослідження на південь, а Гонсалвіш повернувся до Португалії.
У 1442 році він вирушив у чергову експедицію, взявши з собою вождя, якого захопив рік тому. Гонсалвіш сподівався обміняти вождя на ряд чорношкірих рабів. Він отримав 10 рабів, трохи золотого пилу і, що цікаво, велику кількість страусиних яєць. Однак ця експедиція нічого не додала до справи дослідження африканського узбережжя, оскільки Гонсалвіш навіть не проплив повз Ріо-де-Оро .
На відзнаку його досягнень йому було даровано новий герб.
Не варто змішувати з іншим Антаном Гонсалвішом, який на початку XVI століття досліджував узбережжя острова Мадагаскар.